# 1874 w polityce
Wydarzenia polityczne w 1874 roku.

## Urodzili się
- 23 lutego Konstantin Päts, prezydent Estonii[1].